# قرار مجلس الأمن التابع للأمم المتحدة رقم 1326
قرار مجلس الأمن التابع للأمم المتحدة رقم 1326، المعتمد بدون تصويت في 31 تشرين الأول / أكتوبر 2000، بعد دراسة طلب جمهورية يوغوسلافيا الاتحادية للانضمام إلى عضوية الأمم المتحدة، أوصى المجلس الجمعية العامة بقبول يوغوسلافيا.
في عام 2003، واصلت جمهورية يوغوسلافيا الاتحادية باسم صربيا والجبل الأسود. بعد أن أصبحت الجبل الأسود دولة ذات سيادة في عام 2006، واصلت صربيا والجبل الأسود العضوية في الأمم المتحدة باسم جمهورية صربيا. وهكذا، فإن صربيا هي الدولة الخلف لجمهورية يوغوسلافيا الاتحادية (وصربيا والجبل الأسود) في الأمم المتحدة.

## روابط خارجية
- نص القرار في undocs.org